# 超人力霸王高斯2 THE BLUE PLANET
《超人力霸王高斯2 藍色星球》（日语：ウルトラマンコスモス2 THE BLUE PLANET），為2002年圓谷製作公司製作的特攝片《超人力霸王高斯》的劇場版電影。于2002年8月3日由松竹系在全国公映。电影的广告语为「優しさ 強さ 勇気 ここに集結」、「ムサシ 最後の決戦!!」。
同時上映的作品為《新世紀超人力霸王傳說》。

## 概要
此部電影為《超人力霸王高斯》電視版結局的後日談，故事點發生在電視版結局2年後。在此部首次登場了全新的另一位巨人「超人力霸王正義」。在前作中擔任副導演的北浦嗣巳，在本作中以電影導演的身份執導。。
最初電視劇原預定於2002年6月結束時，本作品計劃在之後作為後日談發行，但由於電視劇的延長一季，使得該部電影在電視劇播畢之前就先行上映。此外也受到男主角被捕及後續事件的影響，但最終仍但如期上映。
應北马里亚纳群岛旅遊局的要求，本部電影在塞班岛上進行了大規模的拍攝。由於這部作品的拍攝是與電視劇第35至40話同時進行的，杉浦則表示，當時他很少出現在電視劇中，只出現在變身和相關佈景的部分。在該劇前半部分的潛水場景中，演員/拍攝組拿到了相關執照，用水肺潛水代替了CG合成潛入塞班海，由於美國911事件的影響，儘管拒絕在海外拍攝的聲浪，但本部電影的主題之一是“不屈服於破壞的勇氣”，所以製作組在沒有改變時間表的情況下，順利完成了拍攝。
在《迪卡》、《帝納》 、《蓋亞》、《雷歐斯》中飾演隊長、副隊長、防衛隊成員的演員也參與此部作品的演出，另外這部作品是高野浩一的最後一部作品，他從1966年的《超異象之謎》開始就參與了圓谷製作。
此部作品的音樂製作不是負責電視劇和前作的冬木徹，而是負責《迪卡》和《帝納》音樂的矢野立美。

## 故事大綱
2012年，距離混沌之首的戰鬥已經過去了兩年。在離開TEAM EYES後，實現太空人夢想的武藏前往被聖獸帕拉斯坦守護的遊星朱蘭。
然而，降落在朱蘭上的武藏，卻看到了被人打敗的帕拉斯坦慘狀，以及被紅沙覆蓋，化作荒涼死星的朱蘭。。武藏及時被高斯所救後，回到地球前往塞班島參加他朋友勉的婚禮。在那裡，武藏遇到了海底怪獸雷伽、SRC的新團隊“TEAM SEA”，以及異星人紗烏和金。
紗烏和金的故鄉，因為遭受宇宙怪獸聖德羅斯的攻擊而被毀滅，他們來到地球的海底世界Blue Area，希望能夠研究出讓故鄉自然再生的方法。
然而，聖德羅斯卻與此同時派出侵略武器斯克匹斯前來地球襲擊，即使連K2護盾都抵擋不住了！威脅一步一步地逼近，大家都期盼消失已久的超人力霸王高斯再次出現……

## 本作登場的超人力霸王·怪獸

### 超人力霸王高斯

#### 於本作登場的全新型態
- 宇宙日冕模式（スペースコロナモード	）

高斯在宇宙空間活動、戰鬥時所需的姿態，是日冕模式在宇宙戰斗里呈現的形態，速度技能出色。拥有容易处理的风格，也有瞬间驱使移动策略和空间停止能力等高斯本来的特殊能力「气.（奥特念力）」（「気（ウルトラ念力）」）。
身体颜色是青紫和银。在電影《藍色星球》和《最終戰役》登场。在宇宙中能有強大戰鬥力，但在地球上反而戰鬥力不佳。
設定上所擁有的光線技能、格鬥能力與日冕模式的大致相同，但破壞力相比日冕模式更強。戰斗方式經常以「念力」以及直接的格鬥進攻為主，同樣也可以轉換成日蝕模式。
其設計由杉浦千里擔當。
- 飞行速度∶无法测量
- 移动速度∶3马赫
- 水下速度∶2马赫
- 潜地速度∶2马赫
- 跳跃力∶1800公尺
- 握力∶90000吨

## 演員名單

#### 登場演員
- 春野武藏 - 杉浦太陽
- 紗烏 - 齊藤麻衣（日语：斉藤麻衣）
- 川瀨麻里 - 西村美保（日语：西村美保）
- 金 - 松尾政寿（日语：松尾政寿）

SRC
- 城戶 - 風見慎吾（日语：風見しんご）
- 日向 - 齊藤理沙
- 藤澤- 加瀨尊朗（日语：加瀬尊朗）
- 真壁- 中村浩二（日语：中村浩二）
- 日浦晴光 - 嶋大輔（日语：嶋大輔）
- 水木忍- 坂上香織
- 風吹圭介 - 市瀨秀和
- 土井垣浩次 - 須藤公一（日语：須藤公一）
- 森本綾乃 - 鈴木繭菓（日语：鈴木繭菓）
- 城崎副代表 -木之元亮（日语：木之元亮）
- 赤城審議官 - 高樹澪（日语：高樹澪）

統合防衛軍
- 犬飼司令官 - 嶋田久作（日语：嶋田久作）
- 土方副司令 - 大瀧明利（日语：大滝明利）

其他演員
- 佐佐木勉 -林泰文（日语：林泰文）
- 正治 - 新田亮
- 滿 - 松原剛志
- 麗塔 - ロウィーナ・オゴ
- 居住在北九州的少年 - くぼかんじ
- 女主播 - 杉本彩
- 春野勇次郎 -  赤井英和（日语：赤井英和）（特別出演）
- 伽希星人 - 夏川さな恵、三浦斗夢、野田吉行、
- 富山拓、大類ゆき、田上尚樹、山本淳也、高田雄介

#### 少年篇登場演員
- 春野武藏（13歲） - 東海孝之助（日语：東海孝之助）
- 川瀨麻里 - 宇野步（日语：宇野あゆみ）
- 春野美智子 - 高橋瞳（演員）（日语：高橋ひとみ）

#### 聲演
- 超人力霸王高斯- 稻田徹[1]
- 超人力霸王正義- 龍谷修武[1]
- 小巴爾坦- 最上莉奈（日语：最上莉奈）[1]
- 異形生命體圣德罗斯- 鄉里大輔[1]
- 女廣播員- 小山裕香[1]
- 旁白 - 石坂浩二、小林清志（特報）[1]

## 製作人員
製作委員會 -（圓谷製作、萬代、萬代影視、TBS、毎日放送、講談社、小學館、セイカ、松竹）
- 製作総指揮 - 円谷一夫
- 監督・特技監督 - 北浦嗣巳
- 脚本 - 長谷川圭一、川上英幸
- 音楽 - 矢野立美
- 殺陣 - 車邦秀
- 水中撮影監督 - 市野龍一
- 角色設計 - 丸山浩、酉澤安施、杉浦千里
- 題名 - 熊谷幸雄
- 標題設計 - 中田和幸
- 電影特技 - 平井敬太、翁長卓
- 水中特技 - 和地靖充、Ritsuko Akitsu
- 製作協力 - 北馬利安納群島観光局、北九州市、北九州電影委員會

## 主题歌
- 「ウルトラマンコスモス〜君にできるなにか」

作詞 - 松井五郎 / 作曲 - 鈴木キサブロー / 編曲 - 京田誠一 / 歌 - Project DMM